# Rue Knapen
Pour les articles homonymes, voir Knapen.
La rue Knapen (en néerlandais : Knapenstraat) est une rue bruxelloise de la commune de Schaerbeek qui va de l'avenue de Roodebeek à l'avenue Herbert Hoover en passant par l'avenue des Cerisiers.
La numérotation des habitations va de 1 à 67 pour le côté impair et de 8 à 52 pour le côté pair.
La rue porte le nom d'un ingénieur belge, Marie-Frédéric Knapen, né à Mons le 29 septembre 1860 et décédé en France à Trans-en-Provence le 26 juillet 1941.